# Koreas tre kongedømmer
Koreas tre kongedømmer (koreansk hangul: 삼국시대, Samguk) refererer til perioden i koreansk historie, da kongerigerne Goguryeo, Baekje og Silla styrede over den koreanske halvø og dele af Manchuriet. Den varede fra år 57 f.Kr. til Sillas sejr over Goguryeo i år 668, som markerede begyndelsen på Syd-Nord staternes periode, med Det forenede Silla i syd og Balhae i nord. 
Den tidlige del af denne periode, før staterne udviklede sig til kongeriger, bliver nogen gange navngivet tidlige tre kongedømmer. Navnet «de tre kongedømmer» blev først brugt i historieværker i 1100-tallet, og må ikke blandes sammen med de tre rigers tid i Kina. 
De tre riger blev grundlagt efter Gojoseons fald, og de erobrede eller absorberede gradvis andre riger og konføderationer i Korea, for eksempel blev Gaya-konføderationen, annekteret af Silla i 562. 
Mellem 598 og 614 gjorde Sui-Kina fire mislykkede forsøg på at invadere kongeriget Goguryeo, hvilket svækkede Goguryeo, og var katastrofalt for Sui. Rigtignok blev Goguryeo erobret af en alliance bestående af kongeriget Silla og Tang-Kina nogen årtier senere.
De tre kongeriger delte samme sprog og kultur. Deres oprindelige religion var sandsynligvis shamanistisk, men rigerne blev mere og mere påvirkede af kinesisk kultur, særlig af konfutsianisme og taoisme. Buddhisme kom til halvøen i 300-tallet og blev den officielle religion i alle de tre riger.

## Andre stater
Andre mindre stater eller regioner som eksisterede før eller i denne periode:
- Gaya. Annekteret af Silla i 562.
- Dongye, Okjeo og Buyeo. Erobret af Goguryeo i 400- og 500-tallet.
- Usan-guk (øen Ulleung). Tributstat til Silla. Annekteret af Goryeo i 930.
- Tamna (øen Jeju). Tributstat til Baekje. Annekteret af Goryeo i 938.